# Френк Максвелл Ендрюс
Френк Максвелл Ендрюс (англ. Frank Maxwell Andrews; 3 лютого 1884, Нашвілл, штат Теннессі, США — 3 травня 1943, гора Фаградальсф'ядль, Ісландія) — американський військовий діяч, генерал-лейтенант (1942). Загинув в авіакатастрофі під час Другої світової війни.   

## Біографія
Народився у Нашвіллі, штат Теннессі. У 1901 року закінчив міську гімназію, після чого вступив до Військової академії Вест-Пойнт, яку успішно закінчив у 1906 році. Після закінчення академії служив у кавалерійських військах на Філіппінах і в Техасі. Із 1916 року — капітан 2-го кавалерійського полку.  
Після вступу США у Першу світову війну у 1917 році був переведений з кавалерії у військову авіацію. Пройшов курс льотної справи і отримав кваліфікацію молодшого військового льотчика, після чого був призначений інструктором для навчання молодих пілотів. Після війни був начальником військового аеродрому.  
У 1923–1927 роках — начальник авіаційної школи у Келлі-Філді. У 1927 році навчався у тактичній школі аіаційного корпусу у Ленглі-Філді, штат Вірджинія. У 1930—1931 роках — начальник оперативного відділу штабу авіаційного корпусу. У 1933 році закінчив армійський військовий коледж.  
Із 1935 року — начальник штабу ВПС США, в тому ж році отримав тимчасове військове звання бригадного генерала. Із 1936 року — генерал-майор (тимчасове звання). На посаді начальника штабу ВПС активно розвивав бомбардувальну авіацію, став ініціатором масового виробництва бомбардувальника B-17.  
У 1938–1940 роках — командувач ВПС США. Із 1940 року мав постійне звання бригадного генерала, з 1941 року — генерал-майор, з 1942 року — генерал-лейтенант.  
Після вступу США у Другу світову війну генерал Ендрюс очолив американські війська в Панамі, а у 1942 році командував американськими військами на Близькому Сході. Із січня 1943 року — головнокомандувач військ США у Європі, керував підготовкою американських військ до майбутньої висадки у Франції.  
Загинув в аіакатастрофі 3 травня 1943 року під час інспекторської поїздки на базу британських ВПС в Ісландії. Літак B-24D Liberator, на якому перебували генерал і ще 13 осіб, врізався в гору Фаградальсф'ядль.  
Похований на Арлінгтонському військовому цвинтарі. На честь генерала Ендрюса названа авіабаза ВПС США Ендрюс-Філд в штаті Меріленд.  

## Нагороди
- Медаль «За видатні заслуги» армії США
- Хрест льотних заслуг (США)
- Медаль Перемоги у Першій світовій війні (США)
- Пам'ятна медаль оборони Америки
- Медаль «За Європейсько-Африкансько-Близькосхідну кампанію»